# Bratislavské automobilové závody

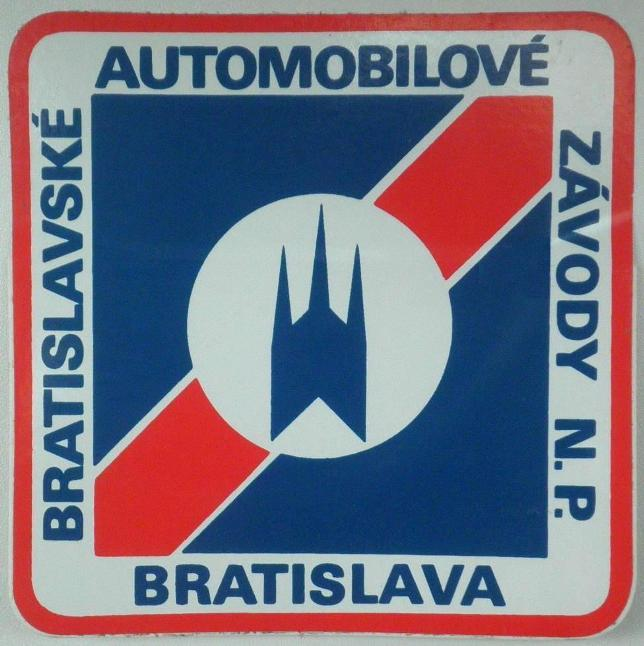
Logo van BAZ

Bratislavské automobilové závody (Slowaaks voor Bratislaafse automobielfabrieken, afgekort BAZ) is een voormalige autofabrikant in Bratislava, Slowakije. Tegenwoordig is de fabriek onderdeel van van Volkswagen AG.

## Geschiedenis
Gefinancierd door de destijds heersende Communistische Partij van Tsjecho-Slowakije om de autoproductie in heel Tsjecho-Slowakije uit te breiden, werd in 1969 een partnerschap gesloten met de Italiaanse autofabrikant Alfa Romeo. Het voorgestelde nieuwe model werd echter nooit verder ontwikkeld dan een mock-up van boetseerklei.

### Škoda-projecten
Op 1 juli 1971 werd Bratislavské Automobilové Závody (BAZ) opgericht met het doel de ontwikkeling van de middenklasser Škoda 720 (verkoopbenaming Škoda 1250 en 1500) te voltooien en beginnen met de serieproductie. BAZ zou beginnen met de productie van deze in Mladá Boleslav ontworpen auto maar in plaats van de serieproductie werden slechts drie andere functionerende proefmodellen gebouwd, de 731 (sedan) en 732 (stationwagen).
Het Škoda 720-project werd vervolgens volledig afgebroken door de federale regering die op 30 november 1972 een nieuwe resolutie aannam over de ontwikkeling van de autoproductie in Tsjecho-Slowakije. De ingenieurs moesten zich richten op samenwerking met de auto-industrie in de DDR en zo begon het RGW-autoproject waarin BAZ geen rol van betekenis speelde.

### Vrachtauto's
Op grond van deze resolutie werd BAZ ondergebracht bij Tatra en produceerde vrachtwagens en militaire voertuigen, waaronder de populaire Praga V3S. De ontwikkeling van personenauto's lag vrijwel stil, er werd alleen ontwikkelingswerk gedaan voor Tatra. Dit leidde tot kleine (MNA, ter vervanging van de TAZ 1500) en middelgrote vrachtwagens (SNA, ter vervanging van de Praga V3S) die zouden worden verkocht onder de merknaam BAZ. Tussen 1981 en 1983 werden vier BAZ Furgonet bestelwagens gebouwd op basis van de Škoda 105/120 en een van de later ontwikkelde auto's was de 3-deurs coupé Locusta. Geen van de projecten ging in serieproductie.

### Personenauto's
Bijna 11 jaar na de oprichting van de fabriek liep in het voorjaar van 1982 de eerste personenauto van de band toen de productie van de Škoda Garde werd gestart. De ontwikkeling van de fabriek stimuleerde de bouw van nieuwe flatgebouwen in het stadsdeel Devínska Nová Ves. Alle persdelen en onderdelen werden geleverd door de in Tsjechië gevestigde Škoda-moederfabriek. De toelevering van onderdelen door de moederfabriek was echter traag, wat vaak resulteerde in de noodgedwongen opslag van een aantal halffabricaten die in afwachting waren van losse onderdelen. De fabriek produceerde later de Škoda Rapid 130/135/136, evenals onderdelen voor verschillende autofabrikanten in Tsjecho-Slowakije.

### Volkswagen Slovakia
Na de val van het IJzeren Gordijn kocht Volkswagen AG in mei 1991 een aandeel van 80% in BAZ, het bedrijf werd hernoemd tot Volkswagen Bratislava, s.r.o.. De productie van Škoda Auto ging door en werd uitgebreid met andere modellen uit het programma van de VAG-groep, in eerste instantie de Volkswagen Passat III Variant.
In 1994 verwierf Volkswagen de resterende 20% van de BAZ-activa en begon met de productie van enkele Volkswagen Golf III-modellen in Bratislava en daarnaast de productie van versnellingsbakken, ook voor andere merken van de VAG-groep.
In 1999 werden de rechtsvorm en naam gewijzigd in Volkswagen Slovakia, a.s. en tegenwoordig worden er onder één dak auto's van de merken Škoda, Volkswagen, SEAT, Audi en Porsche geproduceerd.

## Fotogalerij

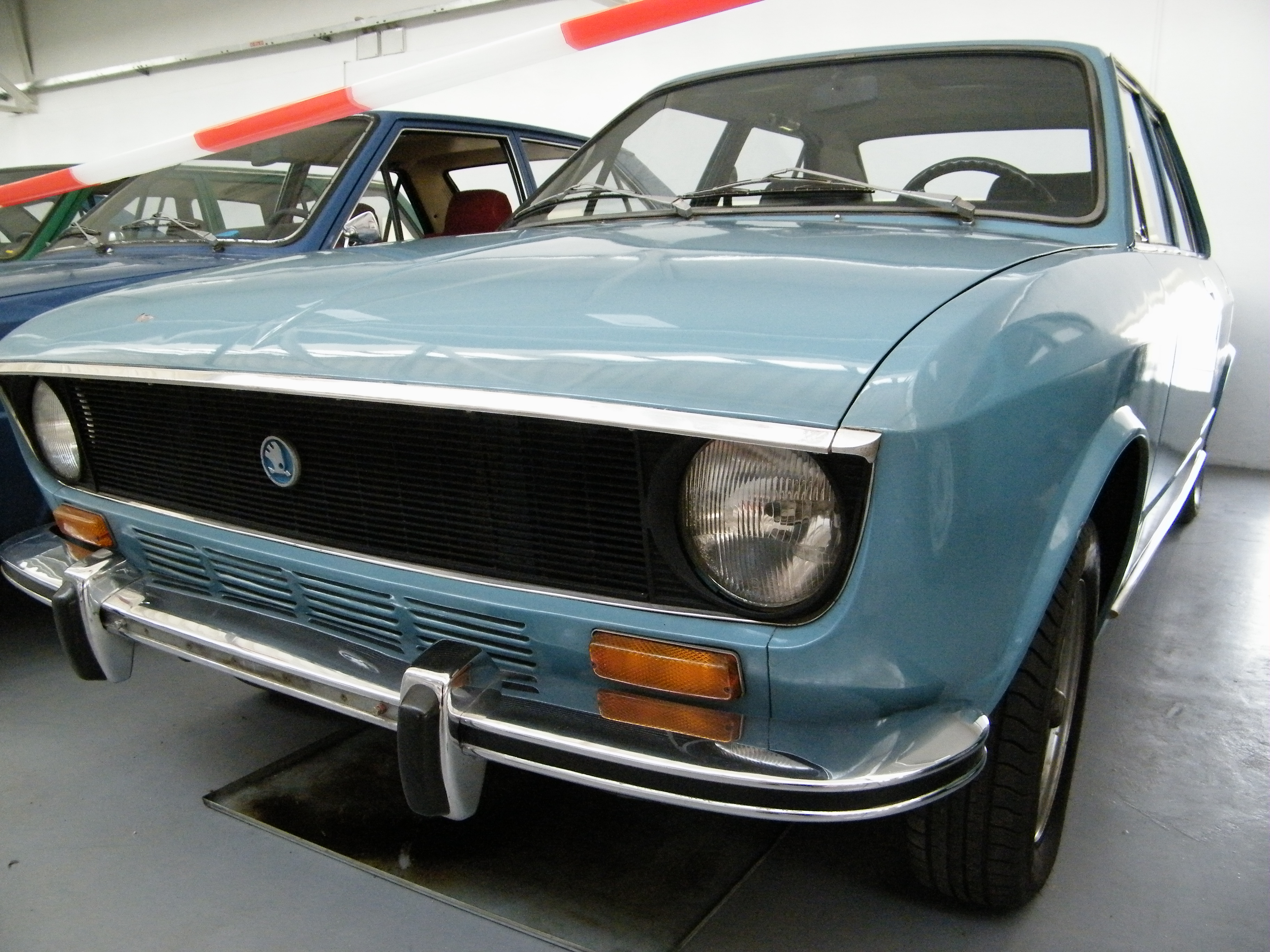
Prototype Škoda 720 uit Bratislava
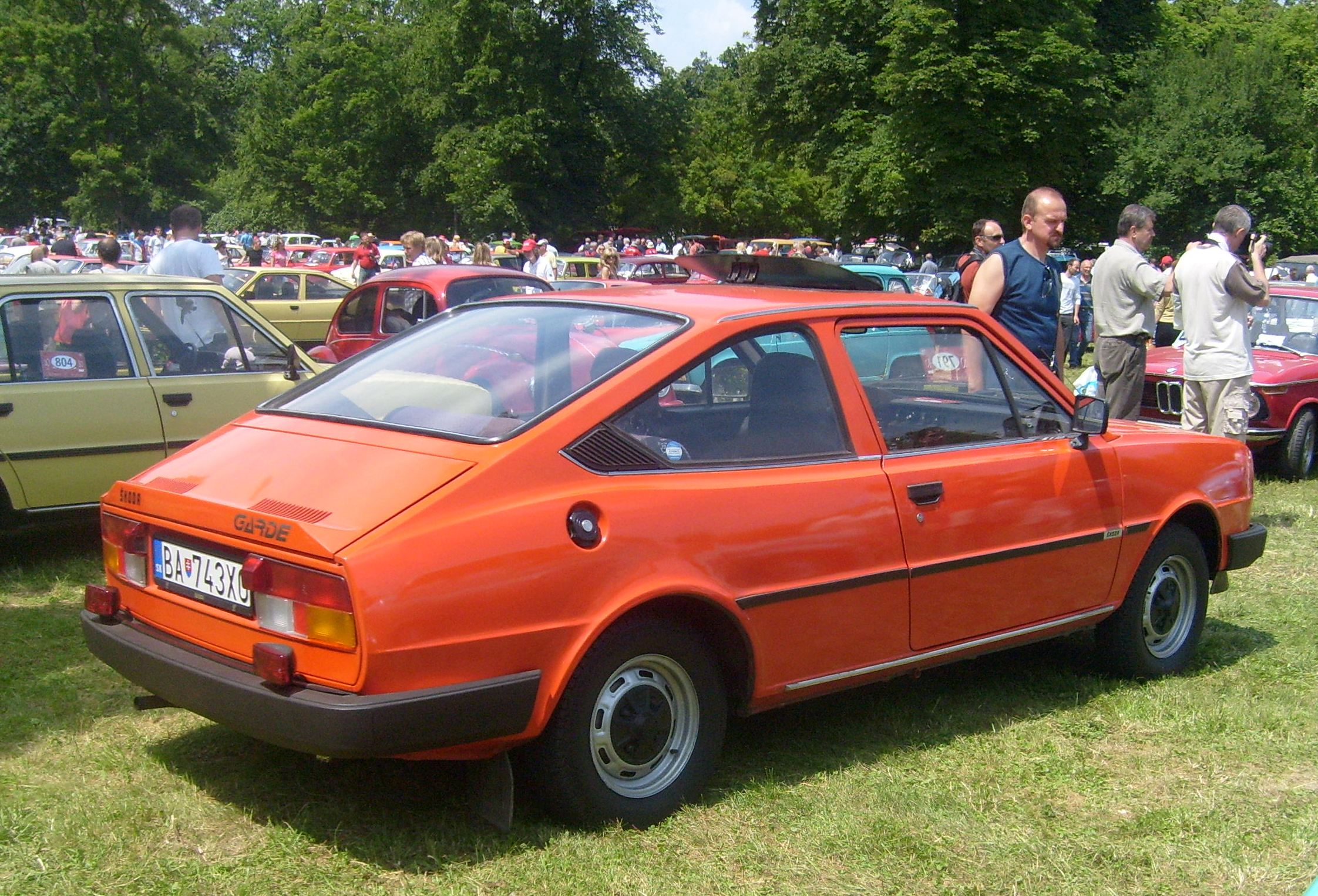
Škoda Garde
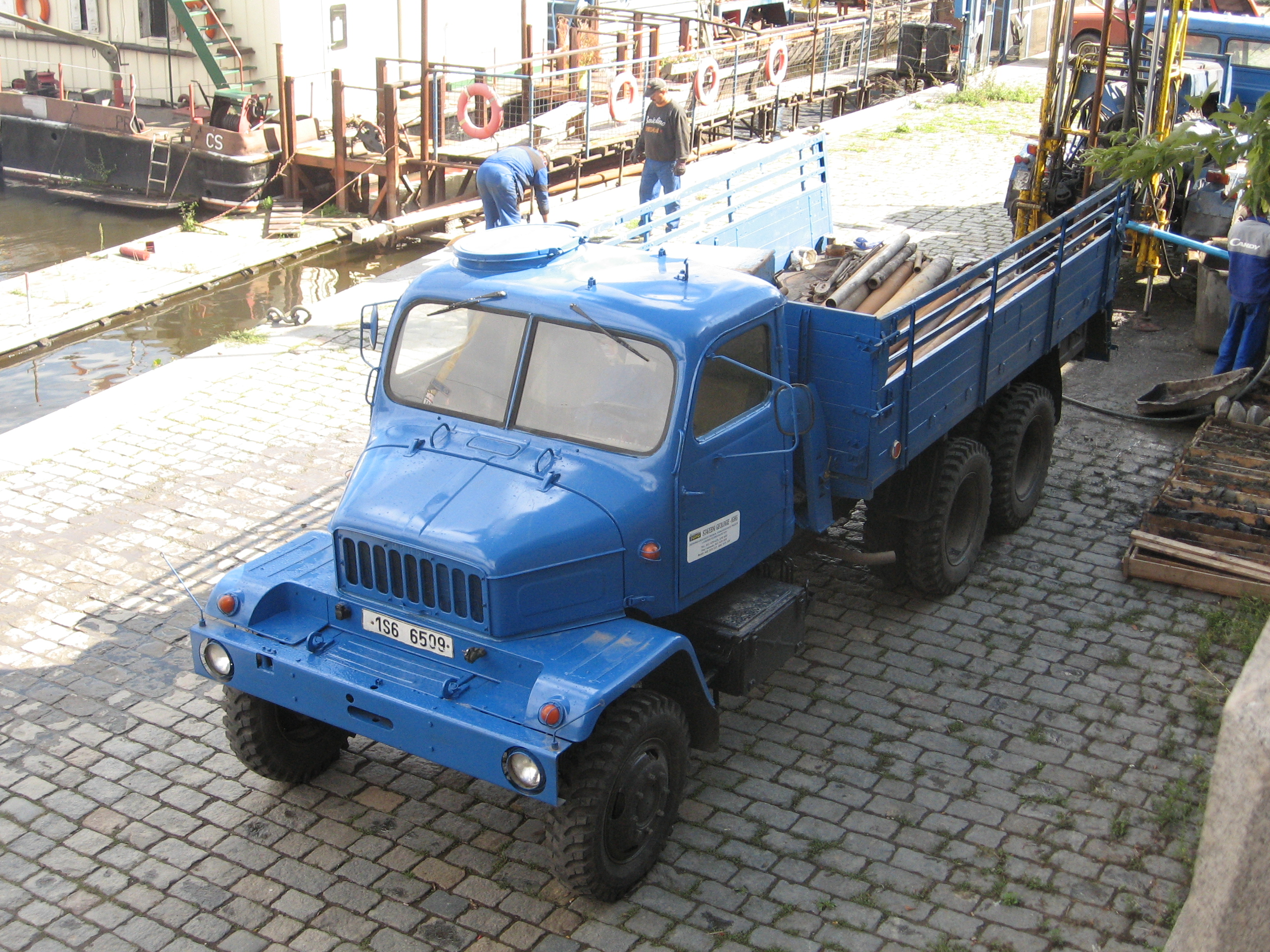
Praga V3S
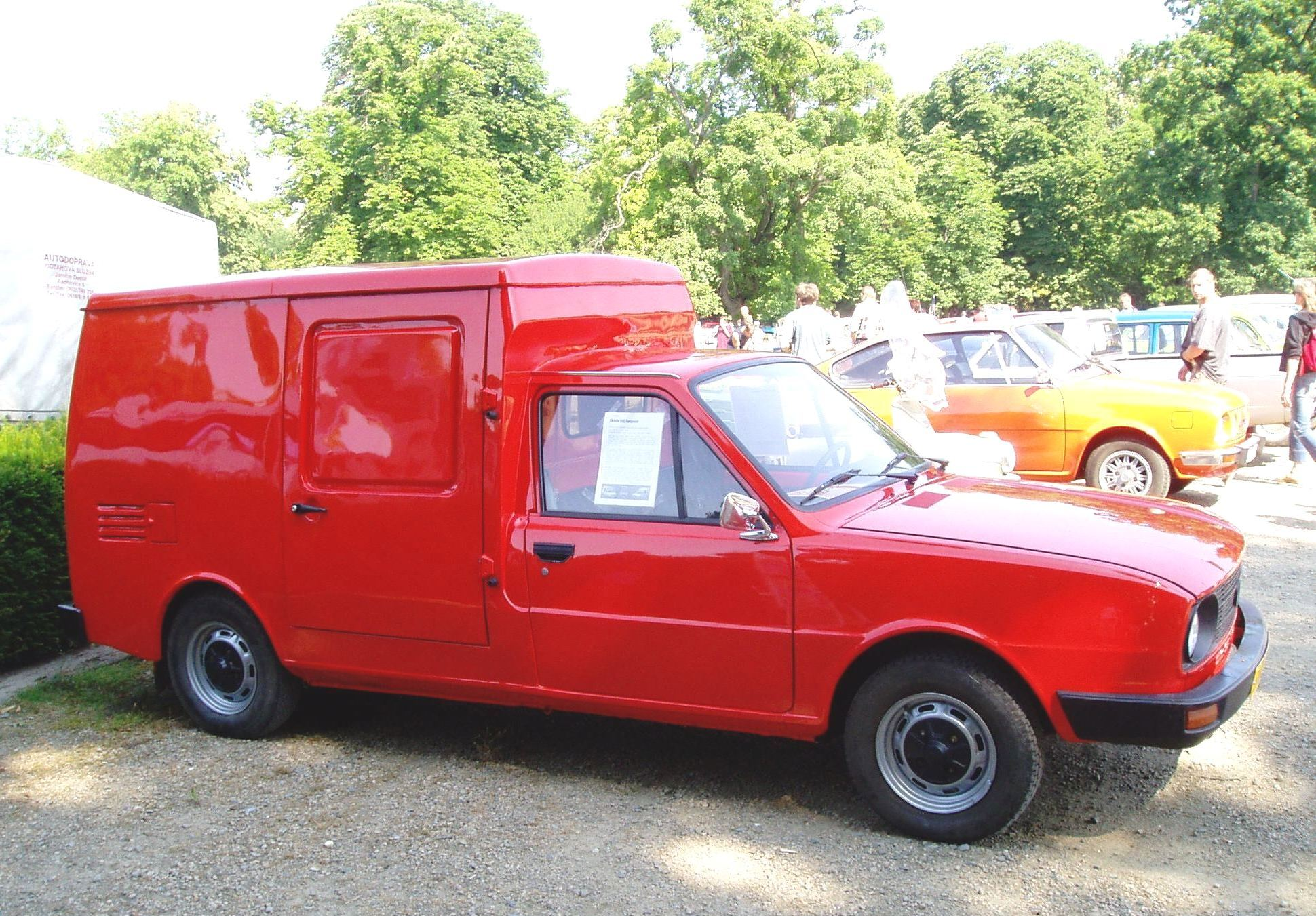
Prototype BAZ Furgonet (1983)
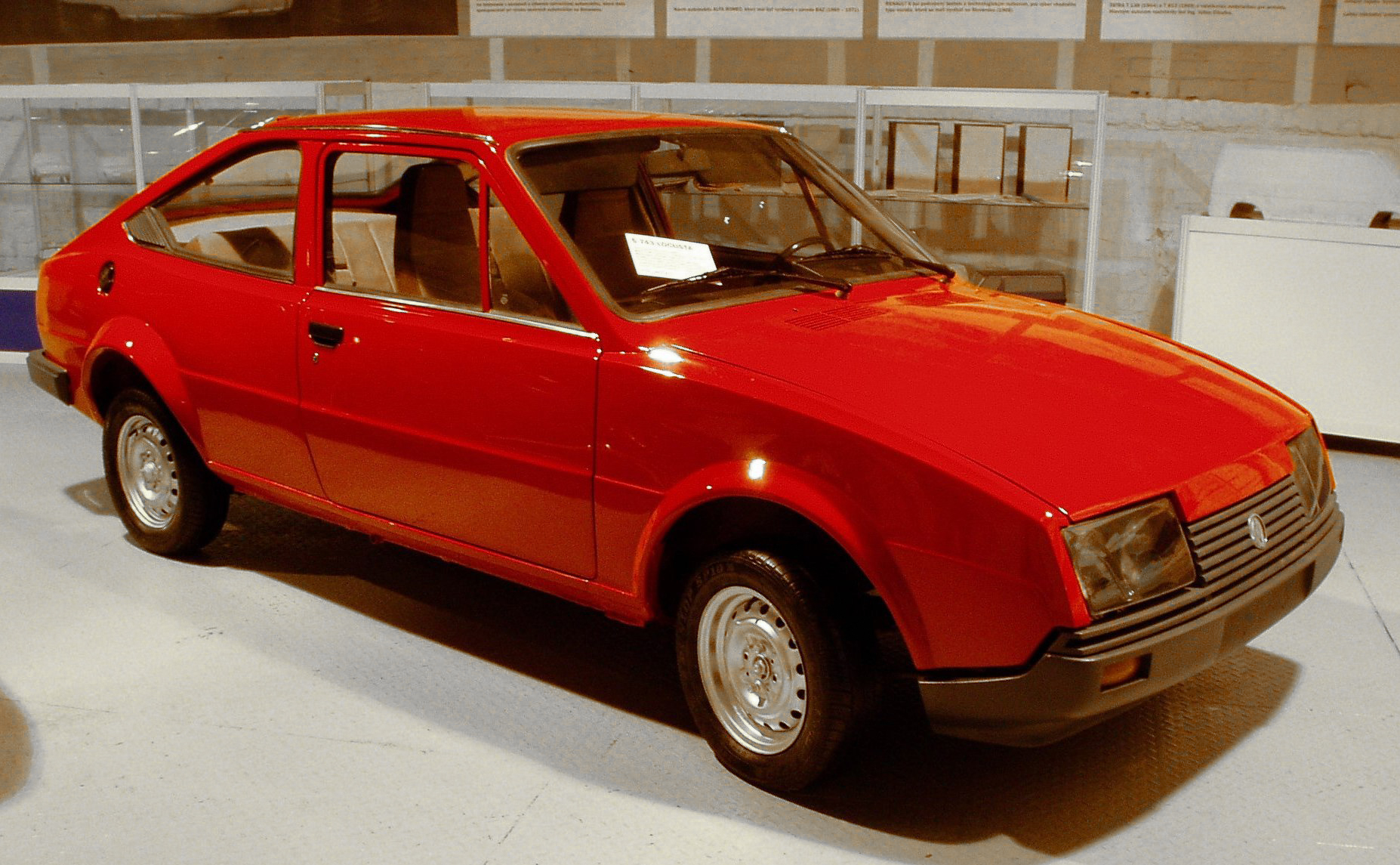
Prototype BAZ Locusta (1983)
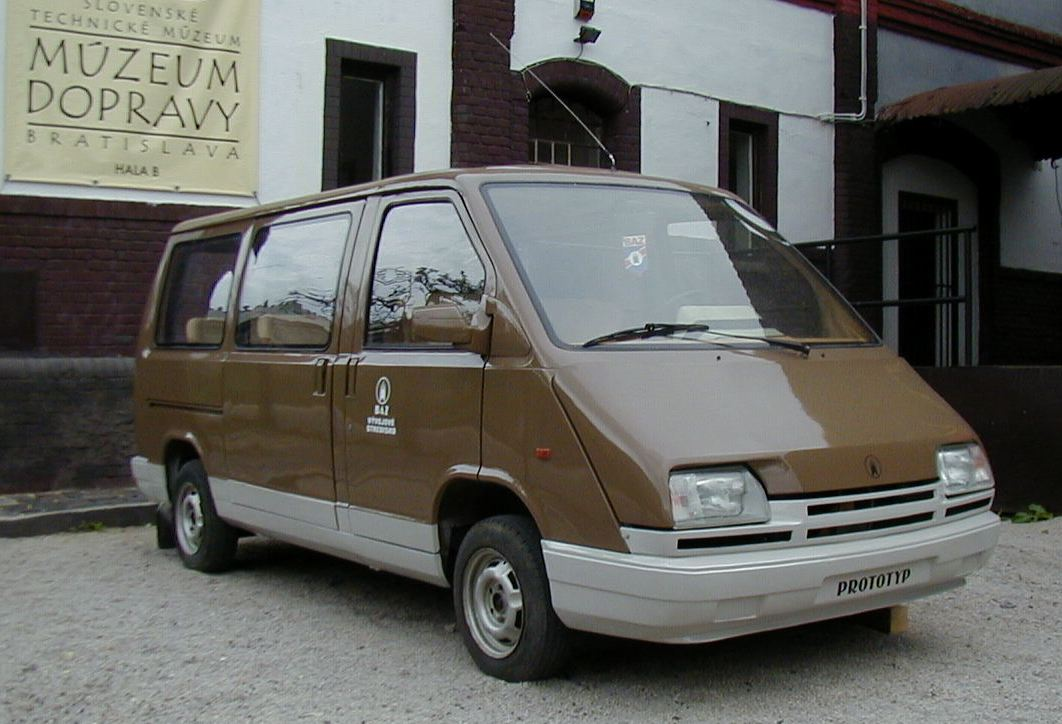
Prototype BAZ MNA (1988)